# Mutilus
Mutilus is een geslacht van kreeftachtigen uit de klasse van de Ostracoda (mosselkreeftjes).

## Soorten
- Mutilus (Aurila) bulgaricus Stancheva, 1963 †
- Mutilus (Aurila) dentiferus Stancheva, 1962 †
- Mutilus (Aurila) infimus Stancheva, 1963 †
- Mutilus (Aurila) keiji Stancheva, 1962 †
- Mutilus (Aurila) piramidesia Rossi De Garcia, 1971
- Mutilus (Aurila) pseudopunctatus Stancheva, 1962 †
- Mutilus (Aurila) pulcher Stancheva, 1962 †
- Mutilus (Aurila) punctatus (Puri, 1957) Ruggieri, 1962 †
- Mutilus (Aurila) purii Ruggieri, 1962 †
- Mutilus (Obtusomutilus) retiformis (Terquem, 1878) Malz & Jellinek, 1984 †
- Mutilus (Obtusomutilus) rubiconius Ruggieri, 1980 †
- Mutilus assimilus (Kajiyama)
- Mutilus australiensis (Hartmann, 1978) Mostafawi, 1992
- Mutilus bensonmaddocksorum Hartmann, 1974
- Mutilus bullapunctatus (Uliczny, 1969) Doruk, 1979
- Mutilus cardonensis Swain & Gilby, 1967
- Mutilus cimbaeformis (Seguenza, 1883) Ruggieri, 1959 †
- Mutilus coalescens Holden, 1967 †
- Mutilus convergens (Swain, 1967) Allison & Holden, 1971
- Mutilus cruciatus (Ruggieri, 1950) Ruggieri, 1959
- Mutilus curvicostatus Howe & Mckenzie, 1989
- Mutilus cymbaeformis (Seguenza, 1883) Ruggieri, 1971
- Mutilus dayii (Benson & Maddocks, 1964) Hartmann, 1974
- Mutilus dohrni Uliczny, 1969 †
- Mutilus elegantulus Ruggieri & Sylvester-Bradley, 1975 †
- Mutilus evolutus Ruggieri, 1980 †
- Mutilus falcatus Witte, 1993
- Mutilus formosanus (Hu & Cheng, 1977) Hu, 1981 †
- Mutilus fortireticulatus Khalaf, 1988 †
- Mutilus haueri (Reuss, 1850) Ruggieri, 1956 †
- Mutilus irschavensis Burindina, 1974 †
- Mutilus kianbesani Hu, 1981 †
- Mutilus kianohybridus Hu, 1982 †
- Mutilus labiatus Moyes, 1965 †
- Mutilus laticancellatus (Neviani, 1928) Ruggieri, 1956 †
- Mutilus malloryi Dingle, 1993
- Mutilus metanodulus (Hu, 1984)
- Mutilus nigerianus Omatsola, 1972
- Mutilus oahuensis Holden, 1967 †
- Mutilus parabulgaricus Olteanu, 1976 †
- Mutilus parallelicostatus Hartmann, 1978
- Mutilus pentoekensi Kingma, 1948
- Mutilus pentoekensis (Kingma, 1948) Zhao (Yi-Chun) & Whatley, 1989 †
- Mutilus praeapulianus (Uliczny, 1969) Mostafawi, 1981 †
- Mutilus punctatus (Muenster, 1830) Ruggieri, 1959
- Mutilus salebrosus (Brady, 1869) Zhao (Yi-Chun) & Whatley, 1988
- Mutilus skalae (Uliczny, 1969) Doruk, 1979
- Mutilus speyeri (Brady, 1868)
- Mutilus undianus Hu & Tao, 1986 †
- Mutilus yaoyaochiu Hu & Tao, 2008
- Mutilus yolii Hu & Tao, 2008